# 港 (名護市)

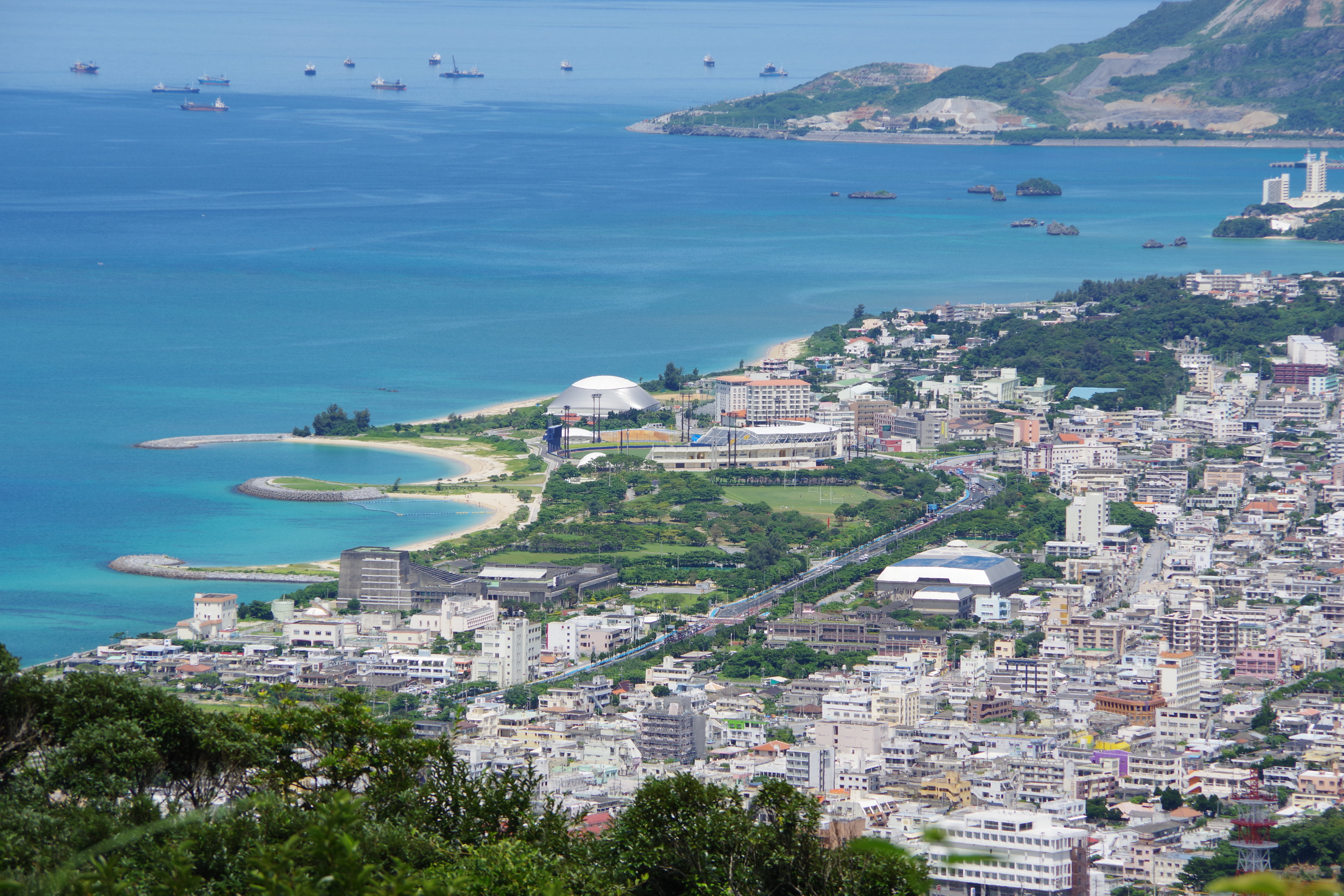
名護岳頂上から望む港地区とその周辺。

港（みなと）は、沖縄県名護市の町名。郵便番号905-0014。

## 地理
ほとんどが住宅地として利用され、商工業施設などは国道沿いなど一部のみである。国道より内側が1丁目で古くからの集落なのに対し、2丁目は復帰後に埋め立てられた新興住宅地である。城・大西・大中・大南・宮里と隣接する。

### 港1丁目
古くから集落で、城1丁目との境にあるスーパーと1981年に東江から移転した名護市役所以外はほとんどが住宅地である。1970年代後半までは名護バスターミナルもあった。現国道あたりからは復帰後に埋め立てられた。

### 港2丁目
復帰後に埋め立てられた新興住宅地で、1970年代末に1丁目からバスターミナルが移転、さらに現在の宮里へ移転後には名護市民会館と中央公民館が設置された。2000年の九州・沖縄サミットでは市民会館敷地内に報道機関が集まるプレスセンターが設置された。同じく埋めてられた東江5丁目や城3丁目（名護漁港内）と違い、空き地が少ない。住居表示実施前はほぼ全域が「名護市字名護6492番地」と１つの番地で区画ごとに枝番がつけられていた。

## 歴史
かつては名護町大兼久城区の一部だったが、戦後すぐの1946年に海人（ウミンチュ、沖縄方言で漁師の意）の町で港があったことから西側が分離され、港区となった。
その後、名護市字名護の一行政区だったが、1991年に隣の区でかつての所属区だった城区とともに住居表示が実施され正式な町名となり、1丁目と2丁目がつけられた。その際名護漁港と集落の一部が城になったため、「港」という地名の中に港そのものはなくなった。
復帰直後の1970年代前半までは1丁目しかなく、現在の国道58号辺りが海岸線だった。1975年の沖縄国際海洋博覧会を機に現在の国道がアクセス道路（当時は県道本部循環線のバイパス）として開通、そして2丁目にあたる地域が埋め立てられた。1970年代末には名護バスターミナルが1丁目から移転してきたのをはじめ、1981年には東江から名護市役所が国道沿いに移転。さらに1980年代半ばには名護バスターミナルが現在の宮里へ移転すると跡地に名護市民会館と中央公民館が完成し、市の行政機関が国道を挟んで当地域に集中した。2000年の九州・沖縄サミットには市民会館敷地内にプレスセンターなどの施設が設置された。

## 交通

### バス
バス停
当地域内には以下の3ヶ所のバス停がある（カッコ内の数字は停車するバスの系統番号）。
- 大西（20、65、66、67、70、72、76、77、78、120）
- 名護市役所北口（65、66）
- 名護市役所前（65、66、70、76、111、117、888）

当地域を通過する路線バス
名護バスターミナルを発着するすべてのバス路線が通過する。
- 20番・名護西線（琉球バス交通・沖縄バス共同運行）
- 65番・本部半島（渡久地廻り）線（琉球バス交通・沖縄バス共同運行）
- 66番・本部半島（今帰仁廻り）線（琉球バス交通・沖縄バス共同運行）
- 67番・辺土名線（琉球バス交通・沖縄バス共同運行）
- 70番・備瀬線（琉球バス交通・沖縄バス共同運行）
- 72番・屋我地線（琉球バス交通・沖縄バス共同運行）
- 76番・瀬底線（琉球バス交通・沖縄バス共同運行）
- 77番・名護東（辺野古経由）線（沖縄バス）
- 78番・名護東部線（琉球バス交通・沖縄バス共同運行）
- 111番・高速バス（琉球バス交通・沖縄バス・那覇バス・東陽バス4社共同運行）
- 117番・高速バス（美ら島直行）（琉球バス交通・沖縄バス・那覇バス3社共同運行）
- 120番・名護西空港線（琉球バス交通・沖縄バス共同運行）
- 888番・やんばる急行バス

### 道路
- 国道58号
- 沖縄県道84号名護本部線
- 沖縄県道91号本部循環線

## 施設
1丁目
- 名護市役所
- 琉球バス交通名護工場

2丁目
- 名護市民会館
- 名護市中央公民館
- 琉球新報北部支社